# Laminaria

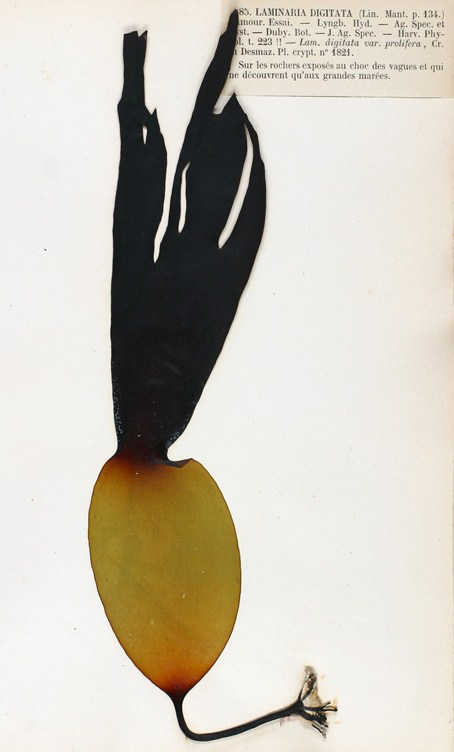
Laubwechsel beim Fingertang (Laminaria digitata)

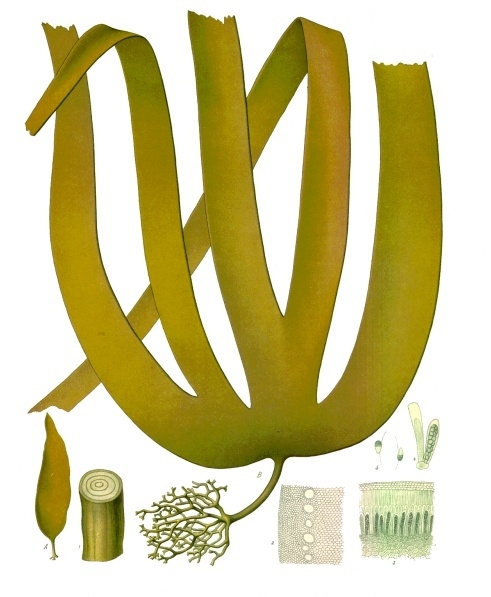
Palmentang (Laminaria hyperborea), Illustration aus Köhlers Medizinal-Pflanzen (1887)

Laminaria ist eine Braunalgen-Gattung aus der Ordnung der Laminariales. Ihre Arten bilden ausgedehnte Tangwälder an den Küsten von Nord- und Südatlantik sowie Nordpazifik. Sie werden zur Gewinnung von Alginat wirtschaftlich genutzt.
2007 kürte die Sektion Phykologie der Deutschen Botanischen Gesellschaft die Gattung Laminaria zur ersten Alge des Jahres.

## Beschreibung

### Merkmale
Die Laminaria-Sporophyten sind über einen Meter große, mehrjährige Seetange, die ein Alter von zwei bis 18 Jahren erreichen können. Sie gliedern sich in ein Haftorgan (Rhizoid), einen Stiel (Cauloid) und eine blattartige Fläche (Phylloid). Das Haftorgan ist gewöhnlich verzweigt, seltener scheibenförmig (bei Laminaria solidungula und Laminaria yezoensis) oder rhizomartig (bei Laminaria sinclairii und Laminaria rodriguezii). Der im Querschnitt runde oder abgeflachte Stiel kann innen mit Mark gefüllt oder hohl sein. Bei einigen Arten sind im Stiel Jahresringe zu erkennen.
Das Phylloid ist entweder ganzrandig und ungelappt (Sektion Simplices), oder es besitzt einen deutlichen zentralen Strang (Sektion Fasciatae), oder es ist unvollständig in fingerartige Segmente zerteilt (Sektion Digitatae). Die Blattfläche ist meist glatt, manchmal mit beulig-blasiger oder kräuseliger Oberfläche, und weist weder eine Mittelrippe noch Längsrippen auf.

### Laubwechsel
Die Blattfläche wird in jedem Jahr von der Basis her erneuert. Bereits im Winter werden dazu die im alten Laub gespeicherten Reservestoffe in die Wachstumszone am Übergang zum Stiel verlagert. Mit zunehmendem Licht wächst dort im Frühling ein neues Phylloid heran, dem das vorjährige Blatt anfangs noch aufsitzt. Bei einigen Arten wird das alte Blatt als ganzes abgestoßen, bei anderen degeneriert es allmählich an den Enden.

### Gewebetypen
Laminaria-Sporophyten besitzen verschiedene differenzierte Gewebe: ein zentrales Mark (fehlend im Haftorgan), eine parenchymatische Rinde und das äußere Meristoderm, das sowohl photosynthetisch aktiv ist als auch die Funktion eines Bildungsgewebes (Meristem) hat. Im Mark verlaufen echte Leitungsbahnen (Siebröhren), in denen die Photosyntheseprodukte transportiert werden. In der Rinde von Stiel und Phylloid kommen vernetzte Schleimkanäle vor, die bei einigen Arten in Sekretionszellen an der Oberfläche münden.

### Chromosomenzahl
Die Chromosomenzahl beträgt n=22 bis n=31.

### Entwicklungszyklus
Laminaria zeigt einen Generationswechsel mit zwei sehr verschiedenen Generationen (heteromorph). Der sichtbare Tang ist der diploide Sporophyt. Im Herbst und Winter werden auf beiden Seiten des Phylloids in unregelmäßigen dunkleren Flecken (Sori) die schlauchförmigen Sporangien gebildet, in denen durch Meiose 32 haploide Zoosporen entstehen. Diese besitzen einen einzigen Plastiden und weisen weder einen Augenfleck noch eine Schwellung an der Geißel auf.
Die Zoosporen setzen sich fest und wachsen zu mikroskopisch kleinen, fädigen, haploiden Gametophyten heran, die aus wenigen Zellen oder verzweigten Zellfäden bestehen. Die Bildung der Gameten wird durch blaues Licht ausgelöst. Zu hohe oder zu niedrige Temperaturen oder auch Nährstoff- oder Eisenmangel verhindern dagegen die Gametenbildung. Die männlichen Gametophyten bilden an den Zweigenden Büschel von farblosen, einzelligen Antheridien, die jeweils ein einziges zweigeißeliges Spermatozoid freisetzen. Bei den weiblichen Gametophyten kann sich jede Zelle zu einem einzelligen Oogonium entwickeln und eine einzige Eizelle (mit rudimentären Geißelresten) bilden. Die Eizelle haftet zunächst am Oogonium und wird meist in den ersten 30 Minuten nach dem Dunkelwerden freigesetzt. Die Eizellen scheiden gleichzeitig das Pheromon Lamoxiren aus, welches die Spermatozoiden aus den Antheridien zu den Eizellen lockt. Nach der Befruchtung setzt die Zygote sich fest und keimt zu einem jungen Sporophyten aus.
Die Jungpflanzen werden mit zwei oder drei Jahren erstmals fertil.
Der Lebenszyklus von Laminaria ist stark von den Jahreszeiten beeinflusst. Die Zeit mit dem stärksten Wachstum ist der Frühling. Die Sori entstehen bei den meisten Arten dagegen im Herbst und Winter, ausgelöst durch die kürzere Tageslänge und sinkende Temperaturen. Nur wenige Arten (Fingertang = Laminaria digitata, L. ochroleuca und die kurzlebigen L. rodriguezii und L. ephemera) sind im Sommer fertil.

## Ökologie

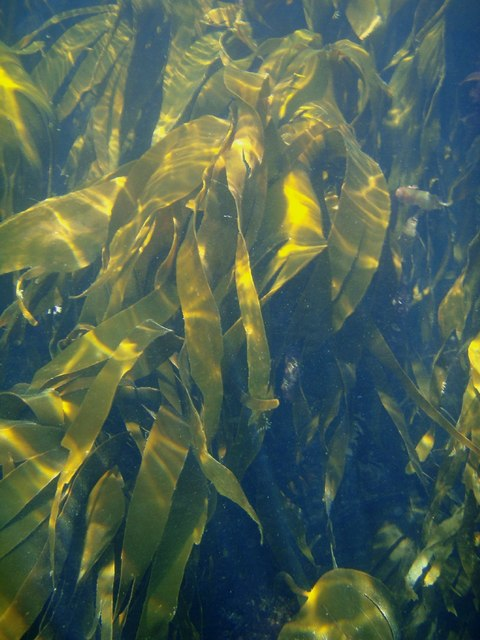
Tangwald aus Fingertang (Laminaria digitata)

Die Laminaria-Arten besitzen eine wichtige Funktion im Ökosystem der Tangwälder, denn sie bieten zahlreichen Arten von Algen, Tieren und Mikroorganismen ein Habitat. Manche der Mikroorganismen lösen Algenkrankheiten aus und schädigen die Laminarien, andere schützen die Oberfläche gegen Fäulnis oder Gifte oder wirken wachstumsfördernd. Einige mikroskopisch kleine Algen leben als Endophyten innerhalb der Laminarien-Sporophyten, beispielsweise Laminariocolax und Laminarionema. Auf den Stielen wachsen häufig zahlreiche epiphytische Algen, vor allem Rotalgen. Außerdem leben viele epiphytische Tiere auf den Laminarien; einen besonderen Artenreichtum zeigt das Haftorgan. Auf den Stielen wurden dagegen sehr hohe Individuenzahlen gefunden, teilweise können mehr als 7000 Individuen auf einem einzigen Laminaria-Stiel vorkommen. Das Phylloid wird hauptsächlich von dem Moostierchen Membranipora membranacea überzogen.
Die mikroskopisch kleinen Laminaria-Gametophyten wurden auch als Endophyten in Rotalgen gefunden.
Unter den Arten, die an Laminarien fressen, haben die Seeigel den stärksten Einfluss. Insbesondere Seeigel der Gattung Strongylocentrotus, die sich nach Überfischung massenhaft vermehrt haben, können ganze Tangwälder abfressen und völlig zerstören, sodass nur der nackte Grund übrigbleibt. Auch Fische, Schnecken und Weichtiere ernähren sich von Laminarien.

## Vorkommen
Die Gattung Laminaria ist hauptsächlich im kühl-gemäßigten Wasser im Nordpazifik, Nordatlantik (auch in Nordsee, Ostsee und Mittelmeer) und Südatlantik verbreitet. Sie fehlt im westlichen Südamerika, in Australien und der Antarktis. Nach molekulargenetischen Untersuchungen wird vermutet, dass sich die Arten im Atlantik und Pazifik vor 15 bis 19 Millionen Jahren voneinander getrennt haben.
Laminaria wächst auf felsigem Untergrund im Sublitoral und bildet dort ausgedehnte Tangwälder. Die Arten können von der Niedrigwasserlinie bis zu einer Meerestiefe vordringen, in der noch mindestens 1 % des Lichtes verfügbar ist. Daher ist ihre maximale Tiefe von der Durchsichtigkeit des Wassers abhängig. Im trüben Wasser der Nordsee ist der Palmentang (Laminaria hyperborea) auf eine Tiefe bis 8 Meter beschränkt. Die tiefsten Vorkommen bis 95 Meter im klaren Wasser erreichen Laminaria ochroleuca und Laminaria rodriguezii im Mittelmeer sowie Laminaria brasiliensis vor der Küste von Brasilien.

## Systematik

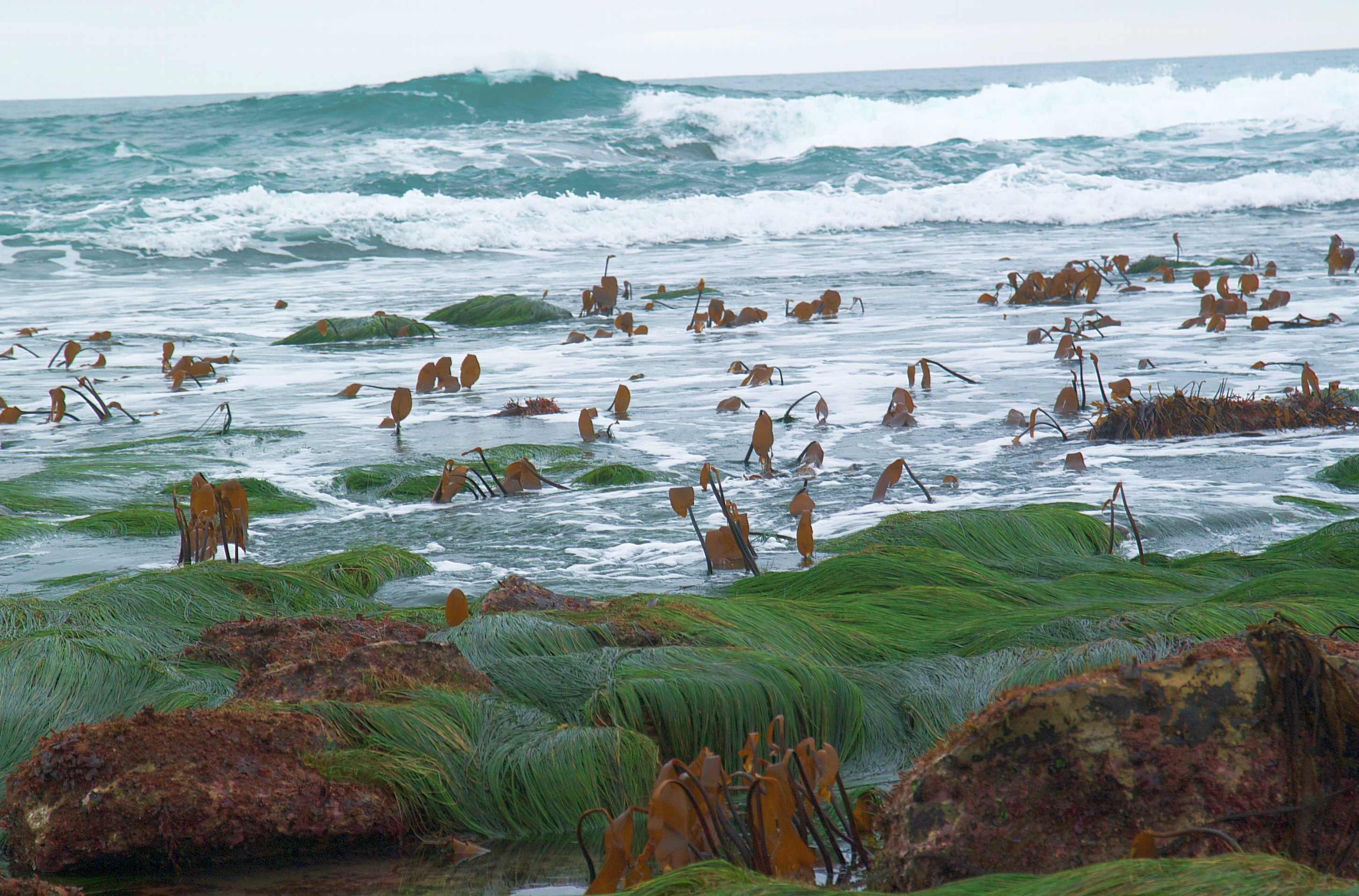
Bestand von Laminaria setchellii bei Niedrigwasser

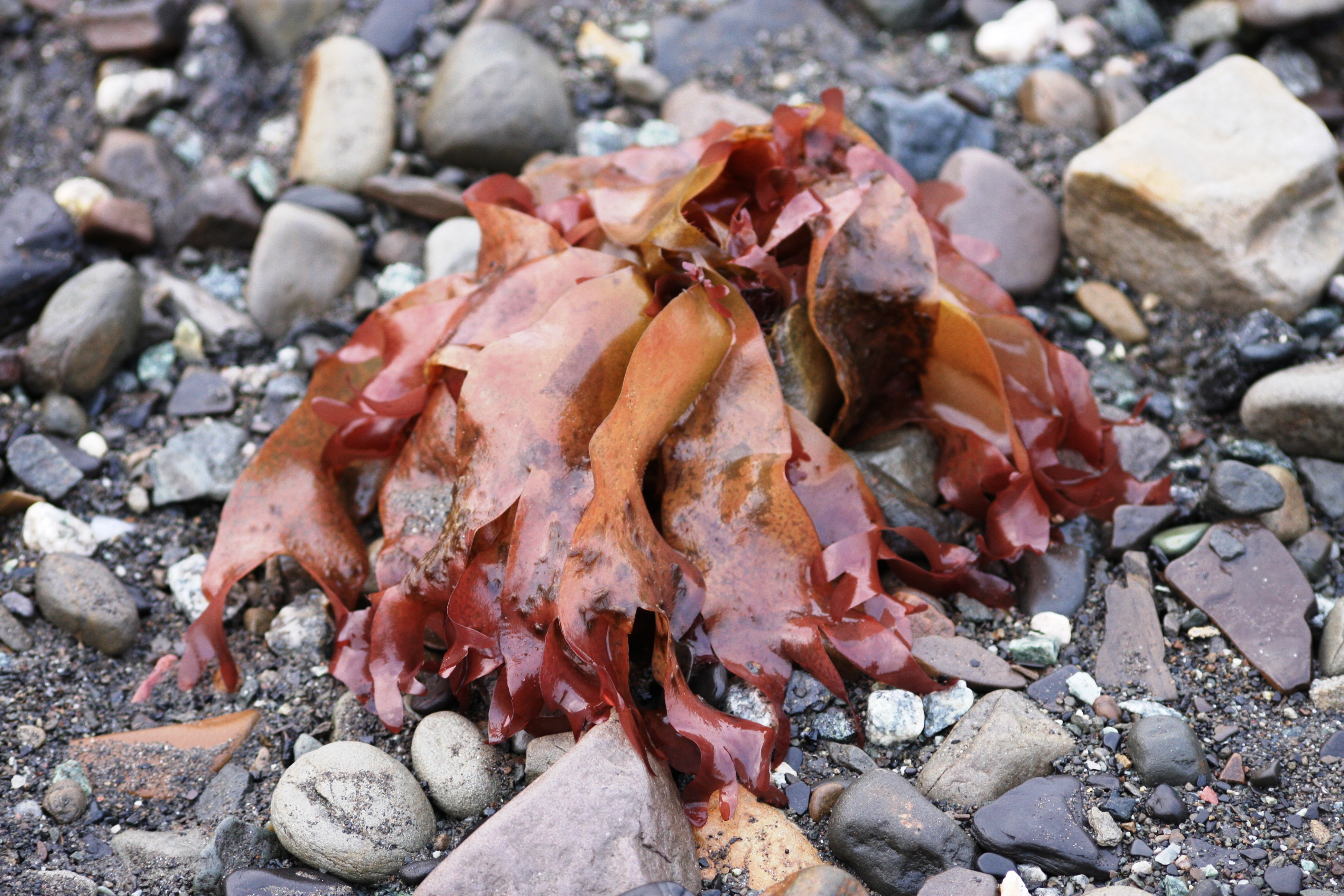
Laminaria solidungula auf Spitzbergen

Die Gattung Laminaria wurde 1813 durch Jean Vincent Félix Lamouroux aufgestellt. Als Typusart wurde Laminaria digitata (Hudson) J.V.Lamouroux bestimmt (Lectotyp).
Die Gattung Laminaria gehört zur Familie Laminariaceae innerhalb der Ordnung der Laminariales. Guiry in Algaebase (2012) nennt 24 akzeptierte Arten:
- Laminaria abyssalis A.B.Joly & E.C.Oliveira: im Südatlantik (Tiefenwasser vor Brasilien)
- Laminaria agardhii Kjellman: im Nordwest-Atlantik (Kanada)
- Laminaria appressirhiza J.E.Petrov & V.B.Vozzhinskaya: im Nordwest-Pazifik (Ochotskisches Meer)
- Laminaria brasiliensis A.B.Joly & E.C.Oliveira: im Südatlantik (Tiefenwasser vor Brasilien)
- Laminaria bullata Kjellman: im Nordpazifik (Beringmeer)
- Laminaria complanata (Setchell & N.L.Gardner) Muenscher: im Nordost-Pazifik (beschränkt auf Washington und British Columbia)
- Laminaria cordata E.Y.Dawson: im Nordpazifik (Kalifornien)
- Fingertang (Laminaria digitata (Hudson) J.V.Lamouroux): in Nordatlantik, Nordsee und Ostsee
- Laminaria ephemera Setchell: im Nordost-Pazifik
- Laminaria farlowii Setchell: im Nordost-Pazifik
- Palmentang (Laminaria hyperborea (Gunnerus) Foslie): in Nordost-Atlantik, Nordsee und Ostsee
- Laminaria inclinatorhiza J.E.Petrov & V.B.Vozzhinskaya: im Nordwest-Pazifik (Ochotskisches Meer)
- Laminaria longipes Bory de Saint-Vincent: im Nordost-Pazifik
- Laminaria nigripes J.Agardh: im Nordatlantik (Arktis)
- Laminaria ochroleuca Bachelot de la Pylaie: im Nordost-Atlantik und Mittelmeer
- Laminaria pallida Greville: im Südatlantik
- Laminaria platymeris Bachelot de la Pylaie: im Nordwest-Atlantik (Maine, Massachusetts, Neufundland)
- Laminaria rodriguezii Bornet: im Mittelmeer
- Laminaria ruprechtii (Areschoug) Setchell
- Laminaria setchellii P.C.Silva: im Nordost-Pazifik
- Laminaria sinclairii (Harvey ex J.D.Hooker & Harvey) Farlow, Anderson & Eaton: im Nordost-Pazifik
- Laminaria solidungula J.Agardh: im Nordatlantik (Arktis)
- Laminaria yezoensis Miyabe: im Nordpazifik

Zahlreiche früher zu Laminaria gezählte Arten (Laminaria angustata, Laminaria cichorioides, Laminaria coriacea, Laminaria dentigera, Laminaria diabolica, Laminaria groenlandica, Laminaria japonica = Japanischer Blatttang, Laminaria longicruris, Laminaria longipedalis, Laminaria longissima, Laminaria ochotensis, Laminaria religiosa, Laminaria saccharina = Zuckertang und Laminaria yedoana) wurden nach molekulargenetischen Untersuchungen 2006 als eine eigene Gattung Saccharina abgetrennt.

## Inhaltsstoffe
Die Laminaria-Arten akkumulieren Iod bis zum 30.000-fachen des Gehalts im Meerwasser. Damit sind sie von allen Lebewesen die stärksten Iod-Akkumulierer. Der Iod-Gehalt von Fingertang (Laminaria digitata) kann 0,25 bis 5 % der Trockenmasse betragen.
Auch die Metalle Kupfer, Mangan und Eisen werden angereichert und als Spurenelemente für die Aktivierung von Enzymen oder für den Elektronentransport bei der Photosynthese genutzt. Die höchsten Gehalte wurden im Haftorgan gefunden.
In den Zellwänden finden sich die Phykokolloide Alginat und Fucoidan. Als Speicher-Kohlenhydrate kommen Laminaran und Mannitol vor.

## Nutzung

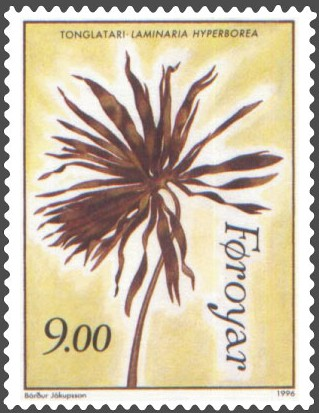
Laminaria hyperborea auf einer färöischen Briefmarke

Laminaria-Arten besitzen eine große wirtschaftliche Bedeutung als Lieferanten von Alginat. In Europa werden dazu meist natürliche Bestände abgeerntet. Die Produktion wurde 2005 mit 154.000 Tonnen in Norwegen (Laminaria hyperborea) und etwa 75.000 Tonnen in Frankreich (vor allem Laminaria digitata) angegeben.
Weitere Inhaltsstoffe aus Laminarien werden vielseitig verwendet, beispielsweise für Kosmetik, für Nahrungsergänzungsmittel, als Heilmittel, als Zusatz zum Tierfutter sowie als Dünger. Da Laminarien sehr saugfähig sind und sich beim Aufsaugen von Flüssigkeiten infolgedessen stark ausdehnen, werden sie in Stäbchenform in der Frauenheilkunde verwendet, um bei bestimmten Prozeduren, z. B. Kürettagen, die Cervix zu öffnen.
Außerdem können Laminarien zur biologischen Sanierung (Bioremediation) bei Verschmutzung oder Eutrophierung oder zur Verringerung der Erosion von Küsten eingesetzt werden. Auch als Bioreaktor in der molekularen Biotechnologie oder als nachwachsender Rohstoff (Brennstoffersatz) können sie genutzt werden.